# Lad os ikke vente på systemet
Lad os ikke vente på systemet er en dansk dokumentarfilm fra 1984, der er instrueret af Janne Klerk og Martin Skielboe.

## Handling
En beretning fortalt af BZ'ere om perioden fra den første besættelse af klosteret i Abel Cathrines Gade og frem til besættelsen af Mekanisk Musikmuseum. En film om baggrunden for BZ-bevægelsen, de oprindelige visioner og den voldelige udvikling senere.